# Strahinja
Strahinja je koprodukční film srbského režiséra Stefana Arsenijeviće, který měl světovou premiéru v srpnu 2021 na Mezinárodním filmovém festivalu Karlovy Vary, kde získal hlavní cenu Křišťálový glóbus.
Francouzský herec Ibrahim Koma získal na stejném festivalu Cenu za nejlepší herecký výkon v hlavní roli a Zvláštní cenu za kameru získala Jelena Stankovićová.